# Clevelandia
Clevelandia  é um género botânico pertencente à família Orobanchaceae (anteriormente Scrophulariaceae).

## Espécies
- Clevelandia beldingi
- Clevelandia bildingi

## Nome e referências
Clevelandia Greene